# Яблочный (Воронежская область)
Я́блочный — хутор в Острогожскм районе Воронежской области.
Входит в состав Болдыревского сельского поселения.

## Население
| 2000 | 2005 | 2010 |
| ---- | ---- | ---- |
| 58   | ↘48  | ↗50  |

## Улицы
На хуторе имеются две улицы — Володи Якунина и Коммунаров.

## Инфраструктура
На хуторе находится фельдшерско-акушерский пункт.